# کافرتپه
کافر تپه مربوط به دوره ساسانیان است و در شهرستان بندر گز، روستای کهنه کلباد واقع شده و این اثر در تاریخ ۲۳ بهمن ۱۳۸۰ با شمارهٔ ثبت ۴۷۵۶ به‌عنوان یکی از آثار ملی ایران به ثبت رسیده است.